# Melocactus pachyacanthus
Melocactus pachyacanthus es una especie de planta fanerógama de la familia Cactaceae. Es endémica del sudeste de Bahia en Brasil donde se encuentra en las áreas rocosas y desiertos. Está tratada en peligro de extinción por pérdida de hábitat.

## Descripción
Melocactus pachyacanthus es de color verde a gris-verde y algunas veces glauco, con el tallo deprimido esférico a alargado que llegan a alcanzar un tamaño de 15 a 30 centímetros de altura y un diámetro de 20 centímetros. Tiene de 9 a 11 costillas con areolas de afiladas espinas  de color rojizo marrón y gris. Las 1 a 3 espinas centrales se extienden horizontalmente y miden de 2,8 a 4,8 centímetros. Los 8-9 espinas radiales son rectas o ligeramente curvas y alcanzan una longitud 2,5 a 4,9 centímetros. El cefalio formado de cerdas de color rosa opaco crece hasta 12 centímetros y alcanza un diámetro de 10 centímetros.
Las flores son de color magenta o rosa y abiertas apenas sobresalen del cefalio, midiendo de 2,2 a 2,5 centímetros de longitud y de 7 a 10 milímetros de diámetro. Los frutos son ligeramente aplanados y de color rosa o de color claro y de 1,6 a 2 centímetros de largo.

## Taxonomía
Melocactus pachyacanthus fue descrita por Buining & Brederoo y publicado en Kakteen und andere Sukkulenten 27(1): 1. 1975.

### Etimología
- Melocactus: nombre genérico, utilizado por primera vez por Tournefort, proviene del latín melo, abreviación de melopepo (término con que Plinio el Viejo designaba al melón). Se distingue de las demás cactáceas cilíndricas por tener un cefalio o gorro rojo, razón por la que los primeros españoles que llegaron a Sudamérica le llamaban gorro turco.
- Pachyacanthus: epíteto latino que significa con gruesas espinas.[5]

### Variedades
- Melocactus pachyacanthus ssp. viridis
- Melocactus pachyacanthus ssp. pachyacanthus